# Jean-Paul Sartre
Jean-Paul Charles Aymard Sartre (født 21. juni 1905, død 15. april 1980) var en fransk filosof og forfatter.
Sartre var den mest kendte repræsentant for den filosofiske retning eksistentialismen, og han var grundlægger af den eksistentielle fænomenologi sammen med Merleau-Ponty og Heidegger. Desuden skrev han romaner og skuespil. De eksistentielle temaer blev ofte udforsket i disse værker. Han har blandt andet skrevet filmmanuskriptet Terningerne er kastet, romanen Kvalme, novellesamlingen Muren, romanserien Frihedens veje, bestående af Ensom blandt mennesker, Galgenfrist, Med døden i hjertet og Historien om Brunet. Blandt hans fiktionsværker giver Kvalme (1938) sikkert det bedste indblik i hans eksistentialistiske tænkning.

## Sartres eksistentialistiske filosofi
Sartre er hovedrepræsentanten for den filosofiske retning eksistentialismen, der ud fra et ateistisk livssyn lægger vægt på det enkelte menneskes ansvar og valg af livsindhold. Han har hentet mange af sine grundlæggede begreber hos Søren Kierkegaard (1813-1855), der anses for at være den første eksistensfilosof.
Ud over Sartre er Simone de Beauvoir (1908-1986) en fremtrædende repræsentant for eksistentialismen.
Sartre fremlagde sin eksistentialistiske filosofi i værkerne Væren og intet (1943) og Eksistentialisme er en humanisme (1946). Nogle vigtige begreber i hans filosofi er:
- Eksistens
- Essens
- Valg
- Forladthed
- Frihed
- Ansvar
- Angst

### Eksistens
Eksistens betyder ”væren”, ”det at være til”.

### Essens
Essens betyder ”væsen”. Med menneskets ”essens” tænker Sartre på menneskets væsentlige åndelige indhold - dvs. den livsanskuelse og de etiske værdier og normer, det har.
Ifølge Sartre går menneskets eksistens forud for dets essens. Dermed vil han sige, at mennesket eksisterer før det kan defineres, dvs. før dets essens kan defineres. Sagt på en anden måde: Mennesket kan ikke defineres som noget bestemt, før det bliver til (bliver født, eksisterer). Mennesket har ikke en bestemt medfødt natur. Det er ikke på forhånd bestemt (determineret) til at være noget bestemt. Hvad mennesket er - hvad dets essens er - vælger det selv, efter eksistensen (efter at være blevet til (blevet født)). Mennesket har ikke nogen essens forud for eksistensen.
En modsat opfattelse af eksistentialismen går ud på, at essensen går forud for eksistensen. Det er f.eks. opfattelsen i den traditionelle kristendom, som går ud fra, at mennesket på forhånd - før det bliver til - har en bestemt natur: Det er skabt i Guds billede og er faldet i synd. Den traditionelle kristendom siger desuden, at mennesket på forhånd er forpligtet på nogle bestemte normer: tro på Jesus Kristus, næstekærlighed, de 10 bud.

### Valg
At menneskets eksistens går forud for dets essens betyder ifølge Sartre, at det "må bygge på subjektiviteten". Det vil sige: Det må bygge sit liv og sit åndelige livsindhold på sig selv - på sig eget subjektive valg. "Mennesket er ikke andet, end hvad det gør sig selv til."  Det enkelte menneskes åndelige livsindhold (essensen) afhænger af, hvad det vælger, at dette livsindhold skal være - ikke af andet. I valget bliver man til som et bestemt menneske med en bestemt essens.
Dette valg er som sagt et subjektivt valg. Mennesket har kun sig selv at holde sig til. Der findes ingen objektive autoriteter uden for mennesket, som det kan støtte sig til. Der findes ingen Gud - og dermed findes der ingen garant for, at der findes objektive normer, dvs. normer hvis gyldighed er uafhængig af det enkelte menneske. "Vi befinder os på et plan, hvor der kun er mennesker," siger Sartre. Derfor kan der kun blive tale om subjektive normer.

### Forladthed
I de forskellige valgsituationer, som mennesket befinder sig i, befinder det sig ifølge Sartre i en situation af forladthed. Der findes ingen absolut autoritet uden for mennesket, som det kan holde sig til: Der findes ingen evig Gud, der findes ingen eviggyldige objektive normer (f.eks. de 10 bud), der findes ingen bog (f.eks. Bibelen), der findes ingen institution (f.eks. den romersk-katolske kirke), og der findes ingen enkeltperson (f.eks. paven), der har en absolut autoritet med hensyn til, hvordan mennesket skal leve.
Alle autoriteter uden for det enkelte menneske er relative i forhold til det enkelte menneske. De er bestemt af, hvorvidt det enkelte menneske vælger, at disse autoriteter skal være autoriteter. Til syvende og sidst findes der ingen anden autoritet for det enkelte menneske end det enkelte menneske selv. Mennesket kan kun bygge på sig selv. Det "må bygge på subjektiviteten." 
Ganske vist kan man vælge en rådgiver, hvis man står over for et vanskeligt valg. Men det er én selv, der vælger, hvem der skal være éns rådgiver. Og ved at vælge rådgiver vælger man arten af det råd, man får. Hvis man henvender sig til en kristen præst, får man en bestemt slags råd. Hvis man henvender sig til en ateistisk psykolog, får man en anden slags råd.

### Frihed
Med hensyn til valget af livsindhold (essensen) befinder mennesket sig i en situation af total frihed, siger Sartre. Det har et totalt frit valg, for dets essens er ikke på forhånd fastlagt (af Gud). Essensen er udelukkende bestemt af menneskets eget - frie - valg. Mennesket er fordømt til at være frit. "Mennesket er - uden støtte og uden hjælp - henvist til hvert øjeblik at skabe mennesket." 

### Ansvar
Af den totale frihed følger det totale ansvar. Når mennesket (menneskets essens) udelukkende er bestemt af dets eget frie valg, så er det totalt ansvarligt for sig selv. Det er totalt ansvarligt for sin livsanskuelse, sine værdier og sine normer - og for de handlinger, som udspringer heraf.
Ansvaret skærpes af, at de værdier, normer og handlinger, som mennesket vælger, nødvendigvis må opleves som forpligtende for alle mennesker. Man kan kun vælge det, som man mener er det gode. Og det, som man mener er det gode, må man nødvendigvis mene er det gode for alle mennesker. Ellers er det ikke det gode. Derfor bør man altid, når man handler, spørge sig selv: Hvad ville der ske, hvis alle mennesker handlede på samme måde, som jeg gør?

### Angst
Det enorme ansvar, som mennesket har, afføder i mange situationer angst. Når mennesket ikke har nogen ydre autoritet, der kan fortælle det, hvad det skal vælge, og når mennesket kun har sig selv at støtte sig til, så reagerer det let med angst. Når f.eks. en general har ansvaret for et stort angreb, som vil koste mange soldater livet, så vil han naturligt føle angst i forbindelse med sin beslutning om at give ordren: Gør jeg nu det rigtige? Har jeg overset noget? Hvad bliver resultatet af min ordre? Det ville være forfærdeligt, hvis nogle soldater unødigt mistede livet på grund af mig.

## Biografi

### Opvækst
Sartres far, Jean Baptiste Sartre (1874-1906), døde, da sønnen var 15 måneder gammel, og enken, den 24-årige Anne-Marie, flyttede hjem til sine forældre i Paris. Hun gav sønnen, som hun kaldte Poulou, sin udelte opmærksomhed, læste for ham og spillede klaver for ham, og hendes far omtalte mor og søn som "børnene".
Sartre voksede dermed op med følelsen af, at hun var en ældre søster; og det knuste ham helt, da hun giftede sig igen i 1916 med Joseph Mancy, der var marineingeniør. Til sin dødsdag hadede han sin stedfar, der flyttede dem til et liv i La Rochelle. Hans nye skolekammerater var børn af fiskere, der så ned på den skeløjede pariser og gav ham klø. I selvforsvar blev Sartre snart et bøllefrø af samme skuffe, og stjal penge fra sin mors taske for at kunne bestikke sine plageånder med kager.
I puberteten blev han pint af bevidstheden om at være grim, men besluttede sig til sidst for at overse det. Han blev aldrig højere end 1,58 meter og var meget skeløjet. Når han ikke kunne tiltrække kvinder med sit udseende, indså han som teenager, at han måtte forføre dem med ord – les mots – som også var titlen på den beretning om sine første 11 år, han udgav i 1963, og som han året efter fik nobelprisen for.
Sartres mor var kusine af Albert Schweitzer (hendes far, Charles Schweitzer, var en ældre bror af Albert Schweitzers far, Louis Théophile), og Sartre omtalte ham – noget upræcist - som "onkel Al".
Som 16-årig blev Sartre sendt tilbage til Paris, som internatelev ved sin gamle skole, lycée Henri IV ("Henrik den fjerdes gymnasium"). Sammen med Paul Nizan fartede han i timevis rundt i gaderne. Nizan vakte hans interesse for moderne litteratur, og de to drenge læste hinandens skriftlige arbejder og diskuterede fortælleteknik. Sammen tilbragte de to år ved lycée Louis-le-Grand som forberedelse til de fire år ved École Normale Supérieure, Frankrigs mest prestigefyldte institut, kun for mænd.
Sartre var i sit es på École Normale; han smed vandbomber på venner i aftenhabit; skrev et revynummer, hvor han spillede skolens rektor; spillede klaver i fællesrummet; og gik helhjertet ind for de ondskabsfulde ritualer over for nye studenter. Nizan vantrivedes derimod stærkt ved skolens miljø, og tog et friår. Sartre på sin side dumpede til eksamen i 1928. Derfor kom han og Nizan til at aflægge eksamen sammen det følgende år, samtidig med den yngre Simone de Beauvoir - som havde halet ind på dem med et år ved at gå op til lærereksamen samtidig.

### Mødet med Beauvoir
Sartre og Simone de Beauvoir var blandt 76 studenter fra hele landet, der skulle aflægge den stærkt konkurrenceprægede, skriftlige agrégation-eksamen i filosofi i 1929. Filosofi havde en ærværdig tradition i Frankrig, og tiltrak sig de bedste af studenterne. Bestod man agrégation, var man sikret livslang ansættelse som lektor i landets offentlige gymnasier.
Resultaterne blev slået op 17. juli, og 26 kandidater var lykkedes (hvoraf seks kvinder). Sartre, Beauvoir og Nizan var blandt dem, der nu skulle videre til den ekstremt krævende mundtlige eksamen: Fire adskilte prøver foran en seksmandsjury. Sværest var la grande leçon, hvor kandidaterne trak et emne ud af en hat og fik fire timer i Sorbonnes bibliotek til at forberede en undervisningstime på college-niveau. Dertil kom læsning af tekster på gammelgræsk, latin og fransk, som studenterne fik en time til at forberede. Mundtlig eksamen var en offentlig begivenhed, hvor studenterne fik stor offentlig opmærksomhed.
Sartre og Beauvoir læste intenst sammen, og 30. juli kom han på første plads blandt årets beståede; og Beauvoir kun to points efter ham. Juryen havde længe diskuteret, om de skulle give hende førsteplads. De var yderst imponerede over hende. Med sine 21 år var Beauvoir den yngste, som nogensinde havde aflagt agrégation, og dertil tog hun samtidig lærereksamen. Omsider bestemte de sig for Sartre, fordi han var oppe til eksamen for anden gang.
Sartre og Beauvoir aftalte at mødes i Limousin, hvor Beauvoir var på ferie hos sin fars familie. Sartre brød sig ikke om naturen og beskrev sig som "allergisk mod klorofyl". Men hver dag sad de i græsset og samtalte i timevis. Han var en opmærksom lytter, og spåede dem en fælles fremtid med hårdt arbejde og rejser. Til eksamen havde begge skrevet om emnet "Frihed og tilfældighed". Sartre mente, de fleste flygter fra friheden. Selv ville han hverken giftes eller have børn. Han afskyede synet af gravide kvinder og syntes, spædbørn lugtede af tis. Hans glødende ønske var at blive en stor skribent; han opfattede sig som en Stendhal og Spinoza.
Tilbage i Paris lejede Beauvoir et værelse hos sin mormor på 4. sal i Avenue Denfert-Rocherau 91. Den 14. oktober 1929 gav hun slip på sin jomfrudom der; Sartre boede stadig hos sine morforældre. Parret fik kun to intense uger sammen, inden han påbegyndte sin militærtjeneste; men han ønskede at indgå en "to års aftale", hvor de skulle mødes, straks de fik chancen. I stedet for at Beauvoir skulle tage arbejde, ønskede han, at hun skulle begynde at skrive en roman og leve af en arv, Sartre fik efter sin mormor. Beauvoir var skræmt af den forestående adskillelse; især fordi Sartre ikke ville "ejes" af nogen eller snydes for "tilfældige" oplevelser med andre kvinder. Hans og Beauvoirs kærlighed til hinanden ville alligevel vare livet ud, fordi de var tvillingesjæle, mente han. De skulle elske hinanden som frie individer, men i fuld åbenhed dele alle tanker med hinanden. Beauvoir var betænkelig; hun var vant til at holde sine tanker for sig selv.
Som 70-årig gjorde Sartre i et interview klart, hvad Beauvoir betød for ham: "Hun var den eneste, som var på samme kundskabsniveau som mig og vidste, hvad jeg ønskede. Derfor var hun et perfekt menneske at tale med, hvilket man sjældent har. Det er mit usædvanligt store held … Det betyder ikke, at jeg accepterede al hendes kritik, men jeg accepterede det meste … Der er ingen grund til ikke at kritisere meget skarpt, når man har den lykke at elske den, man kritiserer."  Alligevel blev parret aldrig dus, men sagde De til hinanden hele livet. Beauvoir forklarede, at "Sartre havde det svært med følelser. Han var flov over at vise dem og nærmest ude af stand til at håndtere andres." 

### Skolelæreren
Ved École Normale havde Sartre og hans kammerater gået på bordel. De foragtede de prostituerede: "Vi syntes ikke, at en pige skulle give sig selv på det vis." Han var forlovet med en pige i Lyon, Germaine Marron; men da han ikke bestod sin agregation sommeren 1928, brød Marron-familien forlovelsen. Sartre reagerede med lettelse, for bag Germaines ryg havde han haft en affære med Simone Jollivet, som intenst ønskede at blive forfatter. Sartre underviste og opmuntrede hende; til gengæld gav hun ham og Nizan en lampeskærm syet af hendes egne purpurrøde blondetrusser. Sartre morede sig over, at hun fra 18-årsalderen havde arbejdet som prostitueret ved dyre bordeller. Jollivets optagethed af Flaubert var måske det, der senere fik Sartre til at studere hans forfatterskab.
Sartre sagde, at "jeg interesserede mig ikke spor for mig selv. Jeg var optaget af idéer og verden og andres hjerter."  Hans varme og charme var legendarisk. Han var morsom, en glimrende imitator og fik folk til at le, så de græd. Han var gavmild og elskede at hjælpe folk, men virkede selv helt uafhængig af andre. Han behøvede at føle, at en kvinde var forelsket i ham og trængte til ham. Men straks, han følte sig elsket, var han lykkeligst alene med fyldepen, papir og bøger. Hans venner forvandlede sig ofte til det, han kaldte "drabanter"; de bebrejdede ham ofte for at være ligeglad.
På samme vis blev det et mønster i hans liv, at kærester i starten af forholdet solede sig i hans udelte opmærksomhed, men snart klagede over, at han ikke ville afse tid til dem. Sartre på sin side klagede over, hvor krævende de var. Beauvoir var som sendt fra himlen; hun klagede ikke.
Det første halvandet år af deres forhold bestod af hektiske møder, når hans militærtjeneste tillod det. For Beauvoir var Sartre og de stunder, de fik sammen, hele hendes verden; denne afhængighed skræmte ham. Straks de mødtes, greb han hendes hånd og begyndte at forklare en ny teori. Beauvoir gennemgik den så med ham. Det var hendes rolle i forholdet, hvor hun ikke måtte komme i hans hjem, da hans stedfar anså hende for en luder – hun og Sartre var jo ikke gift. Sartre var derfor heller ikke velkommen hos hendes forældre. I stedet kom parret sammen med Sartres bedste ven på den tid, Pierre Guille.
Efter en tid indledte Beauvoir og Guille et forhold. Som alle Sartres venner så Guille godt ud; Sartre ville kun omgås kønne mennesker. Han holdt kontakten med Simone Jollivet. Sammen med hende havde han oplevet "den mest ubehagelige følelse, som nogensinde har grebet mig, og som jeg tror oftest beskrives som jalousi … Jeg kom frem til, at jalousi er ønsket om at eje. Derfor besluttede jeg mig for aldrig mere at være jaloux." For Sartre var stærke følelser noget skaberi, som man gjorde sig til herre over, i lighed med tårer, søsyge og dårlige nerver. Beauvoir blev søsyg og havde let til tårer; men hun arbejdede meget med sin jalousi, især da Sartre ville have hende til at tage sig af den anden Simone - Jollivet - som han ofte fremholdt som et godt eksempel for hende.
Men hvor Sartre i Jollivet så en fri sjæl, så Beauvoir en ren tøs. Deres filosofven, den ungarske jøde Georges Politzer, sagde, at Sartre på alle vis var et produkt af det franske borgerskab. Sartre blev opbragt, og fastholdt sin tro på absolut frihed. Først under krigen, hvor Politzer blev tortureret og dræbt af Gestapo, indså Sartre, at det var takket være netop borgerskabets privilegier,at han havde kunnet leve, som han gjorde.
Efter militærtjenesten blev han bittert skuffet over ikke at få en stilling i Japan. I stedet fik han en lektorstilling i Le Havre fra marts 1931. Beauvoir fik en stilling i Marseille. Den store afstand gav hende panik, og Sartre foreslog i strid med sine principper, at de kunne gifte sig, da gifte par blev sendt til samme by. Han så ingen grund til at foretrække et martyrium frem for et princip, når et ægteskab alligevel kun var en formalitet. Han tilbød endog at købe en giftering til hende. Beauvoir takkede nej; til gengæld fornyede de toårspagten, og samme sommer rejste de for første gang til udlandet i en alder af 23 og 26 år - til Spanien.
I Le Havre blev Sartre en afholdt lærer, siddende på første pult med dinglende ben, mens han underviste, som om han samtalte med venner. Han tog elevernes tanker alvorligt og lod dem ryge i timerne. Der var intet snobberi ved ham, og der var ikke det emne, der ikke interesserede ham. Han bekymrede sig ikke om ting, som andre voksne var optaget af, og gav næsten aldrig karakterer under middel.
Efter et år kom Beauvoir langt nærmere, da hun fik en stilling i Rouen. Her lærte hun Colette Audry at kende og betroede hende, at aftalen med Sartre var baseret "på sandhed, ikke på lidenskab", og at det ikke var nemt. Men forholdet var alligevel, ifølge Audry, "så intenst, at det undertiden fik andre til at være bedrøvede over, at de ikke havde det sådan." Sartre mødte Audry på sine besøg i Rouen, og de havde en affære, hvorefter Beauvoir og Audry en tid var ret jaloux på hinanden. Audry skrev senere en bog om Sartres filosofi.
I september 1933 rejste Sartre til Berlin med et stipendium. Han blev forfærdet over nazisternes gademarcher; men snart var han opslugt af et forhold til en kollegas kone, Marie Ville, som han kaldte sin "månekvinde". "Jeg fandt tilbage til ungdommens ansvarsløshed," sagde han om året i Berlin.
Tilbage i Le Havre begyndte det, han kaldte "de dystre år". Han var 29 år og ikke spor berømt, mens Nizan havde udgivet to romaner. Ovenikøbet brød Marie Ville med ham; og han afskyede sit liv i provinsen. Romanprojektet blev lagt til side til fordel for et filosofisk essay om fantasi. Emnet gjorde ham interesseret i hallucinationer, og en skolekammerat, som havde specialiseret sig i psykiatri, foreslog, at Sartre skulle tage meskalin for selv at opleve fænomenet. I februar 1935 tog han turen til Sainte-Anne-sygehuset og fik en meskalinindsprøjtning. Hverdagens genstande omdannede sig, væguret til en ugle, hans paraply til en grib; og ud af øjenkrogen så han et mylder af krabber og polypper. I ugerne derefter var han som lamslået. Til sidst fortalte han, at han kæmpede med en alvorlig depression: Hummere forfulgte ham, og husene havde onde ansigter. Beauvoir blev irriteret, da han over for andre altid havde anført, at man selv vælger sit humør. Sommeren 1935 fik han en ny bekymring: Beauvoir lagde mærke til, at hans hår var blevet tyndere, og Sartre blev overvældet af skræk for at blive skaldet – noget, han i øvrigt aldrig blev. Men i årevis fortsatte han med at føle sig forfulgt af enorme krabber, biller, gribbe og hummere.

### Søstrene Kosakiewicz
I to år, fra 1935 til 1937 gik Sartres dysterhed "over i galskab", som han selv sagde; for i Rouen havde han mødt Beauvoirs elev Olga Kosakiewicz, datter af en af tsarens officerer, der var flygtet til Vesten efter den russiske revolution. Hun tilbragte al sin fritid sammen med Beauvoir, der sagde: "Der er for øjeblikket kun to mennesker, der tæller i mit liv, og De er den ene." Hun tog den 19-årige pige med ud; undertiden på dansebuler, hvor de morede sig med at blive taget for et lesbisk par. En tid havde de også et seksuelt forhold.
I juli 1935 ville forældrene have datteren hjem; men Sartre, der havde mødt Olga og følte sig forynget i hendes selskab, foreslog, at han og Beauvoir kunne forsørge pigen. Olgas forældre var rørte og taknemlige, da hendes dovenskab var en stor bekymring for dem. Beauvoir lejede et værelse til Olga på det hotel, hvor hun selv boede. Hun og Sartre havde nu udvidet parforholdet til en trio. De kaldte sig "familien" og skrev en læseplan i filosofi for Olga. Den måtte dog snart opgives, for hun gad ikke noget.
Alligevel fortsatte de med at forsørge hende, for Sartre var helt besat af pigen og fast besluttet på at overtage Beauvoirs plads i Olgas hengivenhed. Beauvoir adlød ham på den tid i alt. For ham repræsenterede Olga total autenticitet. Han filosoferede over frihed, men Olga var den frihed. Hvor han analyserede sin adfærd, fulgte hun blindt sine følelser. Han tænkte fremad, mens hun levede her og nu. Hun afskyede ansvar og rutiner. "Jeg satte hende så højt, at for første gang i mit liv følte jeg mig ydmyg og afvæbnet over for en anden," skrev Sartre. Samtidig beskrev han Beauvoir som hans livs "nødvendige kærlighed"; men ingen steder bruger han tilnærmelsesvis så intense ord om hende som om Olga.
I sin roman L’Age de raison skildrer Sartre sit forhold til Olga. Ligeledes handler Beauvoirs første roman, L’Invitée, om "trioen", som i romanen afsluttes med, at Olga-skikkelsen dræbes af Beauvoirs alter ego. Colette Audry beskrev det som "en forfærdelig oplevelse for Olga. Pigen var alt for ung til at vide, hvordan hun skulle forsvare sig." Beauvoir var dødtræt af, at Sartre lystrede pigens mindste vink. Undertiden forekom han hende at være helt fremmed: "Nogle gange spurgte jeg mig selv, om mit liv var bygget på en gigantisk løgn." 
I sommeren 1936 blev Beauvoir ansat ved lycée Molière i Paris, og Sartre fik en stilling en times togrejse væk. Til hendes fortvivlelse insisterede han på, at hun tog Olga med til Paris, og pigen fik igen et værelse på samme hotel som sin tidligere lærerinde. Sartres besættelse af Olga var ødelæggende for ham, da hun ækledes ved hans stadige tilnærmelser. Hun drak sig så fuld, at hun tumlede om i hotellets lobby, hvor de andre gæster vænnede sig til at skridte over hende; og en gang hjemme hos Jollivet forfærdede Olga de andre ved at klemme en tændt cigaret mod sin hånd. Alt dette var hendes desperate, forgæves forsøg på at ryste Beauvoir ud af hendes handlingslammelse over for Sartre.
I februar 1937 fik Beauvoir en alvorlig lungebetændelse, hvorved hendes ene lunge faldt sammen. Sartre besøgte hende ofte på sygehuset, men forblev opslugt af Olga, som i påsken fik besøg af sin lillesøster Wanda. Han tilbød at vise Wanda Montmartre. Mens de gik omkring, foreslog han et rollespil, hvor hun skulle være hans mor, og han hendes datter. Den 20-årige pige var rystet; endnu mere, da han bagefter kyssede hende i taxaen. Resten af påsken var hun bange for at møde ham på gaden, og Olga skældte Sartre ud. Men for ham vendte livet sig til det bedre: Kvalme var omsider antaget til udgivelse, og efter otte års eksil havde han fået en stilling i Paris. I sommeren 1937 rejse han og Beauvoir til Grækenland sammen med den unge Jacques-Laurent Bost, Olgas kæreste, mens Sartre skrev lange, daglige breve til sin udvalgte, hendes søster Wanda.
Tilbage i Paris flyttede han og Beauvoir ind på hotel Mistral i Rue Cels. De havde et værelse på hver sin etage. Sartre var morgengnaven, og foretrak en kop kaffe og en croissant i sit eget selskab på caféen om hjørnet, frem for i andres selskab. Efter arbejdstid skrev han. Først efter kl. 20 var det tid for at omgås andre, men kun parvis. Hvis Sartre sad sammen med en bekendt, skulle andre holde sig væk. Hans venner reagerede på, at han efter en tids samtale forventede, at de gik og gav plads til den næste i køen.
I april 1938 blev Kvalme udgivet med dedikation til Beauvoir, som på den tid var meget betaget af sin dygtigste elev, Bianca Bienenfeld (født 1921 i Lublin, senere gift med Sartres elev Bernard Lamblin), som hun tog på fodtur med i juni 1938. Her begyndte deres seksuelle forhold. I juli var hun på fodtur med Olgas kæreste Bost  mens Sartre var sammen med skuespillerinden Colette Gibert i Paris. Han omtalte deres samvær med lumre detaljer i breve, adresseret til både Beauvoir og Bost.
Sartre fik lokket Wanda til at besøge sig i Paris, væltede hende om på sengen, nåede at kysse hende, før hun fik revet sig løs, og hørte hende kaste op på badeværelset bagefter. Beauvoir kom tilbage fra sin tur, hvor hun og Bost var gået i seng med hinanden, selv om de vidste, at troskab betød meget for Olga. Nu tog Sartre og Beauvoir sommerferie sammen i Nordafrika, selv om hun skrev længselsfulde breve til Bost, som var sammen med Olga og følte sig splittet mellem to kvinder. Det kunne minde om en sæbeopera.
Samtidig med sin forelskelse i Bost, fortsatte Beauvoir sit lidenskabelige forhold til Bianca tre gange i ugen. Hun og Sartre diskuterede Olgas stilling: Hvilken frihed havde hun i den falske lykke, hun levede i, når hendes kæreste Bost bag hendes ryg stod i forhold til Beauvoir? Sartre beroligede Beauvoirs samvittighed med, at der angiveligt findes mennesker, man er nødt til at lyve for.
For Sartre var spillet omkring forførelse "en litterær anstrengelse" som han kunne vende hjem fra med "stemmen dryppende af honning og hjertet fyldt med afsky" - i modsætning til skrivning, som fik ham til at føle sig værdifuld. Straks han havde forført en kvinde, anede han knapt, hvad han ville med hende. Hans selvanalyse og selvkritik fik ham heller ikke til at ændre adfærd.

### Krigen
I sommeren 1938 prøvede Sarte forsigtigt at få Beauvoir til at indse, at verdenssituationen kunne ende med en krig. Hendes elev, den russiskfødte Nathalie Sorokine, tilbad Beauvoir, men afviste Sartres tilnærmelser meget kontant. "Han blev så forvirret af dette, så såret, og han sad der og vidste ikke, hvad han skulle gøre…det var kun mig, der forstod, at han var knust af hendes tankeløshed. Jeg besluttede, at ingen skulle såre ham sådan igen…så jeg måtte sørge for, at hvis hun afviste ham, skete det sådan at det ikke sårede hans ego. Min opgave blev at gøre ham tryg," skrev Beauvoir.
Sorokine blev alligevel optaget i "familien" som en ligeværdig, mens den polsk-jødiske Bianca Bienenfeld blev inkluderet af medfølelse. Bianca ønskede intenst at danne trio med Sartre og Beauvoir, men de havde brændt sig for meget på oplevelsen med Olga. I januar 1939 begyndte Sartre alligevel at lægge an på Bianca, som blev smigret over så megen opmærksomhed fra Beauvoirs idol. På Sorbonne, hvor Bianca studerede filosofi, satte hendes nærmeste venner Sartre umådelig højt. Hans navn var i alle aviser, efter udgivelsen af novellesamlingen Le Mur. Han var "en mester i kærlighedens sprog," skrev hun. Han gav hende morsomme kælenavne og fandt hendes ludende holdning "rørende".
I en lun café erklærede han hende sin kærlighed. Kunne hun mon komme til at forelske sig i ham, spurgte han. Bianca svarede, at hun ikke ville såre Beauvoir – aldrig. Sartre forsikrede pigen om, at Beauvoir ikke havde noget imod, at de fuldbyrdede forholdet. 
I juni gik hun med op på hans værelse. På vej derhen pralede han: "Stuepigen vil nok blive overrasket, for i går tog jeg en anden piges jomfrudom."  Bianca gøs indvendigt. Hun bad ham om at trække for, mens han forlangte fuldt dagslys, og forklarede hendes kønsdele for hende, "som en læge forud for en operation".
Det blev ikke til noget med den forskræmte pige;. Først nogle dage senere tabte hun sin jomfrudom, og Sartre bankede ivrigt på Beauvoirs dør næste morgen for at fortælle det. Tidligere havde Beauvoir været glad for Bianca; men efter at Sartre var kommet mellem dem, klagede hun ofte over hende til Bost. Beauvoir frygtede også, at hun aldrig blev af med søstrene Kosakiewicz. Hendes stævnemøder med Bost måtte holdes skjult for Olga.
I foråret 1939 var Wanda kommet til Paris, hvor Sartre forsørgede hende. Beauvoir oplevede situationen som "beskidt"; hun følte sig forrådt. I juli 1939 lykkedes Sartre på en tur til Marseille at få Wanda i seng. Derefter erklærede hun sit had til ham i tre kvarter, før han fik sneget sig ud for at skrive til Beauvoir om sin erobring: "I morges lå jeg med hende for første gang." Med Wanda oplevede han "fuldkommen kærlighed, at stirre hinanden ind i øjnene og holde hinanden i hånden…Jeg behøver skænderiernes voldsomhed eller forsoningens rørende egenskaber for at føle mig levende." 
Mellem Sartre og Beauvoir var det seksuelle samliv på det nærmeste ophørt; men i sommeren 1939 erklærede han pludselig en aften, at de ikke behøvede flere midlertidige aftaler: "Vi må altid være sammen, for ingen kan forstå os, som vi forstår hinanden." Beauvoir var overlykkelig. 
Samme efterår, da Frankrig og Storbritannien efter Hitlers angreb på Polen erklærede Tyskland krig, blev Sartre indkaldt til militærtjeneste. Efter at have pakket, skrev han til Bianca: "Jeg tilhører den trofaste type … De skal vide, at jeg elsker Dem inderligt, FOR ALTID." Til Wanda sagde han: "Jeg er frygtelig bange for, at De skal glemme mig." Beauvoir fulgte ham til toget, der gik fra Gare de l'Est. Som statsansat fik han fuld lærerløn under militærtjeneste, så til sin lettelse kunne han stadig forsørge søstrene Kosakiewicz.
Men hans øjne begyndte at plage ham; han var næsten blind på det højre øje, og det venstre behøvede hvile. I stedet begyndte han at skrive med øjnene lukket. Han kom til hærens vejrtjeneste, hvor hans arbejdsopgaver tillod ham rigeligt med tid til at skrive. Han skrev op mod 12 timer dagligt igennem 9 måneder. Skrivningen var en måde at undslippe de andre soldater på, og en måde at tackle hærens hierarki, som han ikke kunne lide. Et udvalg af hans mere end 2.000 siders dagbogsnotater blev senere udgivet som Les carnets de la drôle de guerre ("Dagbogsnotater fra den mærkværdige krigstilstand").
Da han fik ti dages orlov fra 4. februar 1940, måtte han og Beauvoir holde sig skjult på hotel Mistral, så søstrene Kosakiewicz ikke opdagede, at han var i Paris. Han skrev flere breve til Wanda, som hans "drabanter" afsendte fra krigszonen, et brev hver dag. Tre dage tilbragte han med Wanda i Paris; til hende sagde han, at han kun fik seks dages orlov; tre dage hos hende og tre hos Beauvoir (som han gav brevene fra Wanda og Bianca, så hun kunne bedømme dem). Beauvoir blev fortvivlet, da han bekendte sine stærke følelser for Wanda, at han var utilpas over alle sine løgne, og vurderede, om det måske var bedre at tilbringe livet med at være trofast mod ét menneske. 
Til overmål blev han indhentet af sin fortid. Colette Gibert havde fortalt studenten Mouloudji, at Sartre i sin tid nærmest havde voldtaget hende. Mouloudji var en ven af Wanda, men anede ikke, at hun var Sartres kæreste; så da hun fortalte ham om sin agtelse for Sartre, fortalte han hende om Giberts erfaring. Wanda blev rasende på Sartre, og han skammede sig dybt. Til Gibert skrev han: "Jeg er i besiddelse af en vis sadisme, der blev tiltrukket af Deres vulgaritet." Til Beauvoir skrev han: "Hvad skulle jeg også med det pigebarn? Var det ikke bare for at spille rollen som nabolagets Don Juan?"
I en storm af breve tryglede han Wanda om at forstå, hvor sårbar hun gjorde ham: "De ved godt, at jeg ville trampe over alle … for at have et godt forhold til Dem." Til Beauvoir indrømmede han, at han "ikke var stolt over at have skrevet det". Da svar udeblev, blev han bekymret for forholdet til hende: "Jeg har aldrig været så urolig over mig selv, siden jeg blev forrykt…jeg elsker Dem. Jeg er bange for, jeg må virke uærlig på Dem, med alle de løgne, jeg er viklet ind i…Min lille kære, min elskede "Bæver", jeg sværger på, at for Dem er jeg helt uforfalsket. Hvis jeg ikke var det, ville der ikke findes noget i hele verden, som jeg ikke ville fremstå som en løgner for; jeg ville miste mig selv. Min elskede, De er ikke kun mit liv, men også mit livs eneste ærlighed." Han blev enormt lettet, da den følgende dag bragte et brev fra Beauvoir. "Det er, som om De har et lille segl, og må stemple alt, jeg ser," skrev han. 
Bianca havde håbet at blive elsket af både ham og Beauvoir. De lånte også penge af hende. Men i sin iver efter at rydde op i sit følelsesliv, gjorde Sartre det slut med hende i februar 1940, og overlod det til Beauvoir at trøste den sønderknuste pige.
Tre måneder senere gik tyskerne ind i Frankrig, og Biancas bedstefar og tante blev sendt til Auschwitz og dræbt. Alligevel skrev Beauvoir til Sartre, at Bianca "spår dommedag som en Cassandra (som hun plejer) og nøler mellem koncentrationslejren og selvmord, men foretrækker selvmord."  Senere fortrød Beauvoir deres hårdhed mod pigen: "Jeg har aldrig bebrejdet Dem for bruddet, da det trods alt var det, jeg havde rådet Dem til. Men jeg bebrejdede os – mig selv faktisk lige så meget som Dem … for den måde, vi behandler folk på. Jeg følte det helt uacceptabelt, at vi havde fået hende til at lide sådan."
Hun fortrød endnu mere, da Bianca nogle måneder senere fik et alvorligt nervesammenbrud. Sartre benyttede stadig Beauvoir til at afslutte hans affærer, når han ikke gad mere. Enten fik han Beauvoir til at fortælle pigerne, at affæren var forbi, eller han gav hende skylden, når han gjorde det slut.
Fra lejren skrev han dagligt til Beauvoir, underskrev sig "Deres lille ægtemand" - og gav hende et alvorligt chok, da han i brev af 12. maj 1940 pludselig skrev, at Wanda var ensom og syg, så han blev nødt til at gifte sig med hende for at kunne besøge hende (et bryllup gav ret til tre dages orlov). Han tilføjede, at han nemt kunne lyve for Wanda og fortælle, at han kun fik to dages orlov, sådan at han kunne tilbringe den sidste dag sammen med Beauvoir.  Imidlertid blev der ikke indvilget orlov under pågående kampe. I stedet skrev han til Wanda: "Du er HELE MIT LIV, min elskede," og han bad Beauvoir om at sende hende penge.
Sartres tid som "forfatter i uniform" sluttede brat, da tyske tropper den 10. maj 1940 invaderede Holland, Belgien og Luxembourg og rykkede videre herfra ind i Frankrig. Den "mærkværdige krigstilstand" blev nu afløst af reelle krigshandlinger. Bost blev alvorligt såret; Nizan blev dræbt i kampene. Sartre blev på sin 35-årsdag - 21. juni 1940 - taget til fange af tyskerne og ført til en krigsfangelejr med 25.000 andre fanger i Tyskland. Krigsfangetilværelsen mærkede ham for livet. Her oplevede han sammenholdet og solidariteten blandt mennesker anbragt i en ekstrem situation. Han fortsatte med at skrive, men deltog nu også aktivt i lejrlivet, bl.a. ved at skrive og få opført et teaterstykke juleaftensdag. Tiden som krigsfange betød en drejning bort fra den individualistiske tankegang, der havde præget Sartre i 1930'erne. Han ønskede fra da af at spille en aktiv rolle i samfundet og blev i efterkrigstiden en af Frankrigs førende samfundsengagerede intellektuelle.

### Besættelsestiden
Sartre blev løsladt og vendte tilbage til Frankrig fra tysk krigsfangeskab i marts 1941. Den første nat i frihed samtalte han og Beauvoir til den lyse morgen. Hun var lamslået over hans bebrejdelser, fordi hun havde underskrevet en erklæring om, at hun hverken var jøde eller frimurer. Ligeledes var han vred, fordi hun havde måttet ty til sortbørsen for at skaffe sig selv og sine nærmeste de daglige fornødenheder. Her var en helt ny Sartre - fordømmende, streng og kritisk over for almindelige menneskers måde at overleve den strenge krigshverdag på. "Hans eneste tanke var, at tyskerne måtte bekæmpes."
Det ramte Beauvoir hårdt, at han ikke gad at tilbringe de første dage i hendes selskab, men i stedet sagde ja til Sorokines uventede tilbud om sex. Han fortalte det ikke til Beauvoir; men hun mærkede det straks, for "når han gjorde noget, han skammede sig over, kunne han aldrig se på mig, men smilede genert." Sorokine var meget jaloux på Sartre, da han kom tilbage og lagde beslag på Beauvoirs opmærksomhed. Nu havde Beauvoir sikret sig begges opmærksomhed. "Jeg har udviklet en vis sans for sådanne forbindelser," skrev Beauvoir om det, Sartre kaldte "hendes kvindeharem". Hun betalte skolepengene, så Sorokine kunne studere ved Sorbonne. "Jeg har stor sans for hendes krop…Hvis jeg var fri, ville jeg entusiastisk hengive mig til vores forhold," skrev Beauvoir.
Straks prøvede han at danne en modstandsgruppe: "Hvis Tyskland vinder krigen, skal vi sørge for, at Tyskland taber freden!" Han kaldte sin gruppe Socialisme et liberté, og blev rigtig vred, da Beauvoir spurgte ham, hvordan de i praksis kunne udrette noget – spionere eller infiltrere, og til hvem skulle de sende materialet? Det kunne han ikke svare på.
Filosofkollegaen Merleau-Ponty havde rekrutteret flere af sine elever i gruppen Sous la botte ("Under støvlen"). Da grupperne fik en bunke pamfletter trykt op, glemte Sartres tidligere elev Jean Pouillon mappen på metroen, fuld af pamfletter, hans navn og adresse, samt en liste over alle, de havde prøvet at rekruttere. Mappen fik de tilbage fra hittegodskontoret. Sorokine cyklede dumdristigt rundt i Paris med kurven fuld af pamfletter, som hun smed fra sig i håndfulde. På sine runder yndede hun at flirte med tyske soldater og, hvis de ikke kunne fransk, give dem nogle pamfletter med. Da Beauvoir hørte om det, fik hun sat en stopper for Sorokines deltagelse.
Et andet problem var uenigheden mellem marxisten Merleau-Ponty og antikommunisten Sartre, som fik dem til at vogte jaloux på hinandens lederstatus. Sartres bidrag blev af nogle bedømt som kun "en fortsættelse af hans samtaler med feltpræsterne i fangelejren".
I sommeren 1941 nærmede han sig modstandsgruppen Étoile (= Stjerne), hvor Samuel Beckett var med. Beckett sagde senere: "Der var altid nogen, som ingen tog alvorligt, hverken modstandsbevægelsen eller Gestapo. Sartre var blandt dem." I august og september 1941 cyklede han og Beauvoir rundt i den frie zone i Sydfrankrig. Der blev han afvist først af André Gide, så af André Malraux, mens Colette Audry tog imod parret i Grenoble, rørt over "deres barnlige uskyld og sorg". Hun bad dem om hellere at skrive og "overlade spionage til dem, der ved hvordan det gøres", hvad Beauvoir var enig i. Så betalte de en grænselods for at ledsage dem over grænsen tilbage til det besatte Frankrig; det skete i fuldt dagslys, og tyskerne indkasserede en del af fortjenesten. 
Tilbage i Paris faldt Sartres gruppe fra hinanden. Der gik rygter om, at Sartre i virkeligheden var en tysk agent. Det bidrog han selv til, da han overtog en ny stilling ved lycée Condorcet i oktober 1941, som han fik efter Henri Dreyfus Lefoyer (en grandnevø af Alfred Dreyfus), som blev fyret, fordi han var jøde. Sartre skrev også for Comoedia, et kendt talerør for tysk propaganda. I den første udgivelse under tysk opsyn anmeldte Sartre den franske oversættelse af Melvilles Moby Dick. Redaktøren René Delange omtales respektløst i Beauvoirs memoirer, mens han i virkeligheden var hendes og Sartres velgører og hjalp dem i deres karrierer. Sartre foretog rettelser i sine værker efter instruks af den tyske censur.
Til gengæld skrev han for les Lettres Françaises, som da var et illegalt blad. Modstandsbevægelsens skribenter skrev ikke for aviser i den frie zone, men det gjorde Sartre. Han var heller ikke at finde på "Otto-listen", en liste over mere end 800 tyskfjendtlige skribenter, udarbejdet af den tyske ambassadør Otto Abetz. Det forlød, at Sartre var sat fri af tyskerne for at virke som deres agent. Han og Beauvoir benyttede forlaget Gallimard. Ejeren Gaston Gallimard blev underkastet granskning (men frikendt) efter krigen.  I 1970’erne sagde Sartre: "Vor opgave var at fortælle alle franskmænd, at vi ikke ville styres af tyskere. Det var modstandsbevægelsens opgave - ikke kun at få sprængt nogle tog eller broer i luften her og der." 

### Algeriets frihedskamp: "Skyd Sartre!"
I 1961 rejste Sartre og Beauvoir sammen til Brasilien. Ved Amazonas pådrog hun sig høj feber og blev fløjet tilbage til Recife i det østlige Brasilien. Mens hun lå halvdød i sygehussengen, prøvede Sartre at forføre en ung kvindelig journalist, som senere betroede Beauvoir, at hun overvejede at tage sit liv, fordi hun elskede og hadede Sartre, og han skulle rejse næste morgen. Beauvoir forhindrede hende i at begå selvmord ved at springe ud af vinduet. Journalisten ville rejse efter dem til Paris, og Sartre talte om at gifte sig med hende. Til overmål kom der bekymrede breve og opringninger.
I 1960 havde parret været blandt de 121 franske intellektuelle, som undertegnede "de 121s manifest"  med krav om uafhængighed for Algeriet og amnesti for de franske soldater, der nægtede at løfte våben mod algierske frihedskæmpere. 5.000 franske veteraner havde paraderet nedad Champs-Elysées, mens de råbte: "Skyd Sartre!" 30 af de 121 var allerede sat under tiltale. Samtlige 121 blev truet med fem års fængsel. Beauvoir var også i fare pga. sit forsvar for Djamila Boupacha,  en algiersk frihedskæmperske, som franske soldater havde udsat for frygtelig tortur, bl.a. voldtægt med en knust flaske. Parret turde ikke andet end at ændre rejseruten hjem fra Brasilien; de landede i Barcelona, hvor de blev mødt af venner. Sammen kørte de via baggader ind i Paris, hvor parret i månedsvis holdt sig inden døre og levede af dåsemad.
Sartre indkaldte til en pressekonference i Beauvoirs lejlighed i Rue Schoelcher med en protest mod anklagerne mod de 30: "Hvis enkeltpersoner findes skyldige, da er vi det alle sammen." Anklagerne blev så frafaldt, da regeringen kviede sig ved at rejse tiltale mod Sartre. "Man sætter ikke Voltaire i fængsel!" sagde de Gaulle med hentydning til Sartre. Da kunne man heller ikke rejse tiltale mod de andre; men statsansatte mistede arbejdet.
I juli 1961 blev Sartres hjem i Rue Bonaparte rammet af en sprængladning. Skaden var ikke stor, men Sartre flyttede sin mor til et hotel, mens han selv gik i dækning hos Beauvoir. I oktober demonstrerede omkring 30.000 algiere mod et udgangsforbud for muslimer kl. 20:30 i Paris. Det var en fredelig protest, indtil politiet gik til angreb og dræbte mindst 200 demonstranter. De fleste aviser fortiede ugerningen, mens les Temps Modernes skrev om den.
I januar 1962 ødelagde en ny sprængladning lejligheden i Rue Bonaparte, hvorved inventaret og mange af Sartres papirer gik tabt. Sartre lejede nu en etværelses lejlighed højt oppe i Boulevard Raspail 222. Her boede han nærmest uden møbler, med bøger liggende ud over gulvet. Fra sit hjem havde han kun reddet en træstol efter sin oldefar, "den eneste genstand, jeg bryder mig om, bortset fra mine bøger naturligvis. Jeg foretrækker det ubekvemme. Jeg kan ikke lide sæder, som korrumperer."  Han havde besluttet ikke at gifte sig med den brasilianske journalist, men modtog hver tirsdag besøg af Liliane Siegel, som følte sig helt afhængig af deres ugentlige samtale, og senere skrev en bog om deres lange venskab, I skyggen af Sartre. 

### Senere år
Sartre blev tildelt nobelprisen i litteratur i 1964, men afslog - som den første nogensinde - at modtage den. Han havde tidligere anmodet om at blive fjernet fra listen over kandidater til prisen, men hans brev var blevet overset. Det var under den kolde krig, og som begrundelse for sin afvisning sagde Sartre, der ønskede at forsone øst og vest, at han ikke ønskede at "vælge side" ved at acceptere en pris fra en vesteuropæisk institution. I de følgende dage var hans hjem så belejret af journalister, at han måtte gå i dækning hos Beauvoirs søster. 
Jean-Paul Sartre led af uræmi og døde den 15. april 1980 i en alder af næsten 75 år på Broussais Hospital i Paris. 50.000 mennesker mødte frem, da han blev begravet på Cimetière de Montparnasse i Paris den 19. april 1980.  Senere blev Beauvoir lagt i den samme grav.